# Il funzionario nudo
Il funzionario nudo (The Naked Civil Servant) è un film per la televisione del 1975 diretto da Jack Gold.
È un film biografico britannico con John Hurt, Liz Gebhardt e Patricia Hodge. È basato sull'autobiografia The Naked Civil Servant di Quentin Crisp, icona gay negli anni settanta. Per la sua performance, Hurt ha vinto il BAFTA come miglior attore nel 1976.

## Trama
Omosessuale effeminato nella società intollerante britannica degli anni trenta, Quentin Crisp decide di dare libero sfogo alla propria personalità spregiudicata. I suoi abiti e il suo trucco, così come il suo umorismo, portano le persone a notarlo e ad accettarlo gradualmente.

## Produzione
Il film, diretto da Jack Gold su una sceneggiatura di Philip Mackie con il soggetto di Quentin Crisp (autore dell'autobiografia), fu prodotto da Barry Hanson e Verity Lambert per la Thames Television.

## Distribuzione
Il film fu trasmesso nel Regno Unito il 17 dicembre 1975 con il titolo The Naked Civil Servant sulla rete televisiva Independent Television. È stato poi distribuito in VHS nel 1986 dalla Thames Video Collection.
Alcune delle uscite internazionali sono state:
- negli Stati Uniti nel novembre del 1976 (Chicago International Film Festival)
- in Francia il 22 luglio 1977 (L'homme que je suis)
- in Germania Ovest il 24 aprile 1978 (Wie man sein Leben lebt)
- in Repubblica Ceca il 15 novembre 2002 (Brno Gay and Lesbian Film Festival)
- in Irlanda il 18 ottobre 2003 (Cork International Film Festival)
- in Germania il 10 febbraio 2009 (Berlin International Film Festival)
- in Polonia l'11 ottobre 2009 (Warsaw Film Festival)
- in Argentina il 7 novembre 2009 (El funcionario, Mar del Plata Film Festival)
- in Grecia il 29 aprile 2010 (Athens International Gay & Lesbian Film Festival)
- in Spagna (El funcionario desnudo)
- in Finlandia (Palveluksessanne: alaston virkamies)
- in Brasile (Vida Nua)
- in Italia (Il funzionario nudo)

## Critica
Secondo il Dizionario della TV: "il tema è ingrato (anche vent'anni più tardi), ma Gold e lo sceneggiatore Philip Mackie lo trattano con sensibilità e humor superiori al previsto".

## Sequel
Il funzionario nudo ha avuto un seguito: An Englishman in New York del 2009.